# Chutney
Il chutney o chatni (hindi चटनी, caṭnī, sostantivo femminile affine al verbo चाटना, cāṭnā, "leccare") è un tipo di condimento associato soprattutto alla cucina dell'Asia meridionale, che di solito contiene un misto di spezie, verdure e/o frutta.
La presenza del chutney in Europa risale a prima del XVII secolo.

## Preparazione
I chutney servono come condimento per i piatti principali, che siano a base di carne o riso o verdure. In alcuni casi, durante la preparazione si tostano per alcuni minuti le spezie in modo da far loro aromatizzare gli altri ingredienti; l'aggiunta di zucchero e aceto conferisce in genere ai chutney un sapore agrodolce, ma la prevalenza degli uni o degli altri elementi fa sì che esistano chutney salati e chutney dolci.
I chutney possono essere sia umidi sia secchi e possono avere una consistenza grossolana oppure fine. La parola indiana si riferisce indistintamente ai preparati freschi e marinati, con conserve spesso zuccherate. Diverse lingue indiane usano la parola solo per i preparati freschi.

## Varianti
Tra le molte varietà di chutney, vi sono:

### A base di mango
- Avakkai mangai[5](chutney di mango): trito di mango, zenzero, cocco, peperoncino rosso, prezzemolo. A questi ingredienti si possono aggiungere aglio, cannella, uvetta e datteri.
- Chunda (chutney di mango dolce): mango e zenzero cotti in casseruola insieme a zucchero, sale, pepe rosso, garam masala, succo di limetta.
- Mangga thuvial (chutney di mango verde): trito di mango, cipolla, peperoncini tostati, cocco, foglie di curry e di coriandolo e semi di senape e ceci (o piselli gialli secchi) saltati in padella.
- Chanti khasa: chutney molto piccante con crema di mango

### Altri tipi
- Thenga chatni (chutney di cocco fresco), trito d'aglio, peperoncini, cocco, zenzero, ceci (o piselli gialli secchi), a cui si aggiunge semi di senape nera, lenticchie bianche (ural dal), foglie di curry, sale, olio e assafetida.
- Pudina ki chatni (chutney di coriandolo e menta): trito di foglie di coriandolo e di menta, peperoncini verdi, zenzero e aglio, a cui va aggiunto sale, pepe rosso, garam masala, succo di limone, yogurt e zucchero.
- chutney di carote: composto da un trito di carote, cipolla, prezzemolo e zenzero, a cui viene aggiunto del succo di limone.

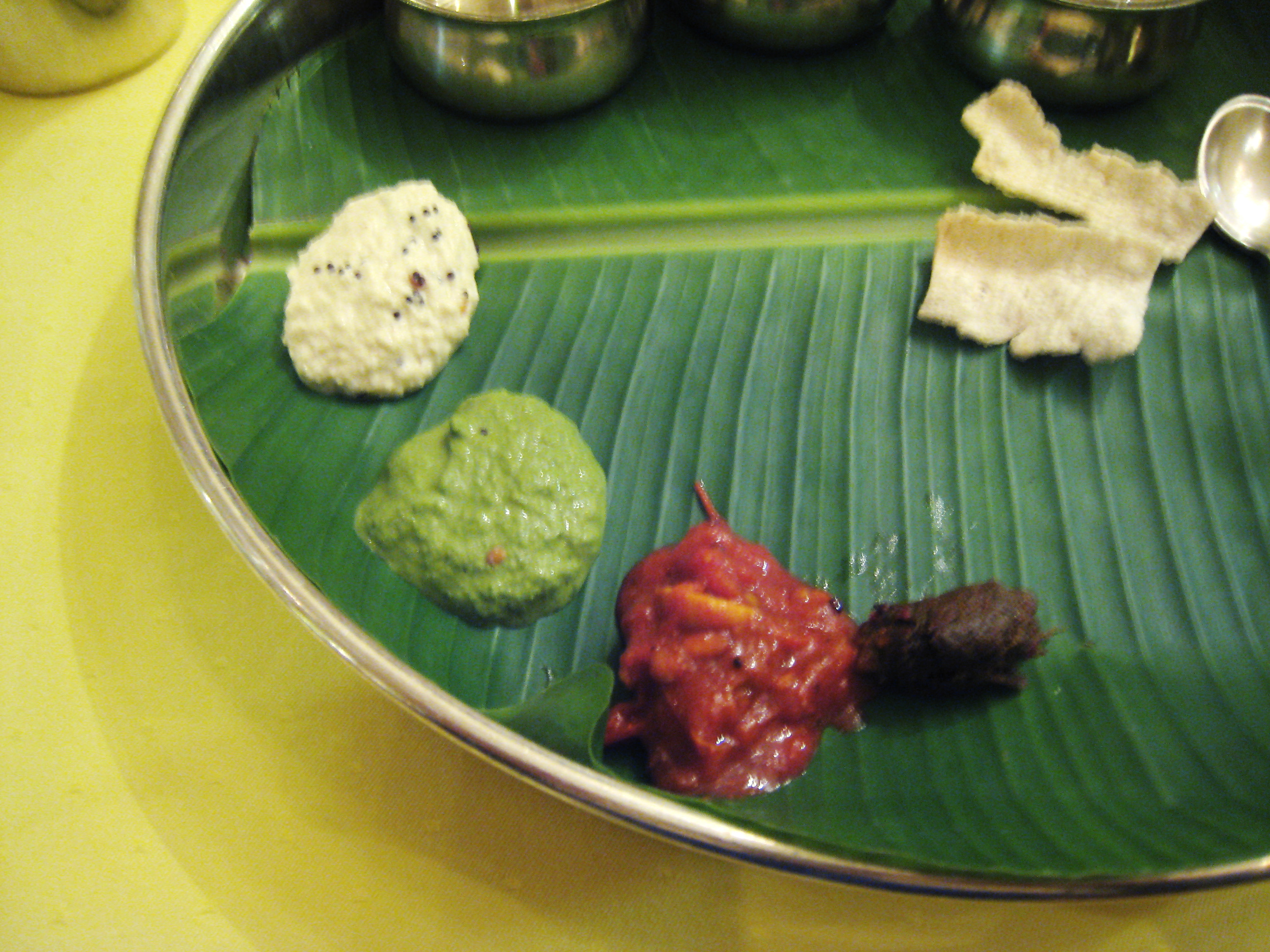
Dakshin Chutney

- chutney di cetrioli: trito di cetrioli, cipolle, polvere di peperoncino rosso e prezzemolo (o in alternativa coriandolo) a cui vengono uniti sale e succo di limone.
- chutney di cipolla: trito di cipolla, foglie di menta, peperoncino rosso e semi di cumino.
- chutney di cocco: composta da un trito di polpa grattugiata di una noce di cocco, peperoncini verdi e purè di tamarindo, al quale si aggiungono semi di senape nera e di coriandolo saltati in padella col ghee.
- chutney di datteri: trito di datteri e peperoncini verdi pestato in un mortaio con curcuma, foglie di coriandolo e succo di limone.
- chutney di frutta autunnale: trito di pere, mele, prugne e cipolle bollito in casseruola insieme a uva passa, aceto, succo d'arancia e scorza grattugiata d'arancia, zucchero di canna e pepe. Una volta preparata, questa chutney deve riposare al buio per circa due mesi.
- chutney di melanzane: composta da polpa di melanzana cotta al forno e schiacciata con aggiunta di sale, succo di limone e un trito di peperoncini verdi, cipolla e cocco grattugiato
- chutney di menta e limone: composta da un trito di foglie di menta, peperoncini verdi (senza semi) e zenzero grattugiato, al quale viene aggiunto zucchero, sale e succo di limone.
- chutney di menta e yogurt: composta da yogurt salato e sbattuto al quale si aggiunge un trito di cocco, cipolla, peperoncino e foglie di menta.
- chutney di patate: composta da yogurt, patate lesse a piccoli pezzi, peperoncini verdi tritati, succo di limone e semi di cumino.
- chutney di pere e cipolle: trito di pere, cipolle, pomodori e un peperone verde, bollito in casseruola insieme a uva passa, aceto, pepe, cannella, chiodi di garofano, sale, zucchero di canna. Una volta preparata, questa chutney deve riposare al buio per circa due mesi.
- chutney di pomodoro (hussaini tamatar qoot): trito di pomodori, peperoncino verde, zenzero grattugiato, semi di senape nera e di coriandolo; il tutto viene messo a cuocere in padella con ghee e zucchero di canna. A questi ingredienti si possono aggiungere semi di nigella, foglie di curry, polvere di assafetida, aglio schiacciato, pepe rosso macinato, curcuma macinata.
- chutney di pomodorini pachino (chutney vegliante): pomodorini pachino, divisi a metà, con aggiunta di sale, pepe nero e origano; il tutto viene messo a cuocere in padella con olio extravergine di oliva a circa 180 °C. La cottura è ultimata quando i pomodorini hanno espulso il 75% del loro liquido. Questo tipo di chutney può essere utilizzato anche per condire piatti come i ravioli di burrata e gamberetti.
- chutney di sesamo: composta da un trito di foglie di coriandolo, foglie di menta, peperoncini verdi e semi di sesamo tostati e pestati in un mortaio. Al trito si aggiungono acqua, succo di limone e sale.
- chutney di tamarindo (saunth ki chatni): pasta di tamarindo, peperoncino, zenzero, sale, zucchero e foglie di coriandolo. A questi ingredienti si possono aggiungere datteri, semi di nigella (kalonji), semi di finocchio, semi di cumino, zucchero di palma o di canna.
- chutney tandoori: yogurt sbattuto al quale si aggiungono foglie di menta e garam masala; serve per condire il pollo tandoori.
- chutney verde al cocco: come il chutney di cocco fresco, con in più foglie di menta e di coriandolo.